# Turniej o Srebrną Ostrogę Ilustrowanego Kuriera Polskiego 1979
XI turniej Srebrnej Ostrogi IKP – jedenasta odsłona zawodów żużlowych, w których zawodnicy ścigali się o nagrodę przechodnią zwaną "Srebrną Ostrogą". Turniej wznowiono po dziewięciu latach przerwy. Odbył się 28 października 1979. Od tego roku zawody te odbywały się już na stałe w tabeli 20 biegowej gdzie każdy zawodnik brał udział w pięciu startach. Zwyciężył po biegu dodatkowym po raz pierwszy w karierze Jan Ząbik.

## Wyniki
źródło
- 28 października 1979, Stadion Stali Toruń

| Msc. | Zawodnik              | Klub                     | Pkt    |               |  |
| ---- | --------------------- | ------------------------ | ------ | ------------- |  |
| 1    | Jan Ząbik             | Stal Toruń               | 14 + 3 | 3,3,3,3,2 + 3 |  |
| 2    | Wojciech Żabiałowicz  | Stal Toruń               | 14 + 2 | 3,2,3,3,3 + 2 |  |
| 3    | Eugeniusz Miastkowski | Stal Toruń               | 13     | 3,2,3,2,3     |  |
| 4    | Grzegorz Kuźniar      | Stal Rzeszów             | 11     | 2,3,2,2,2     |  |
| 5    | Marek Towalski        | Stal Gorzów              | 10     | 2,3,1,1,3     |  |
| 6    | Mirosław Berliński    | Wybrzeże Gdańsk          | 9      | 1,3,1,3,1     |  |
| 7    | Bogdan Skrobisz       | Wybrzeże Gdańsk          | 9      | 1,2,2,3,1     |  |
| 8    | Andrzej Marynowski    | Wybrzeże Gdańsk          | 8      | 1,1,1,2,3     |  |
| 9    | Alfred Krzystyniak    | Zgrzeblarki Zielona Góra | 7      | 0,2,2,1,2     |  |
| 10   | Zygmunt Słowiński     | Stal Toruń               | 6      | 3,0,0,2,1     |  |
| 11   | Ryszard Fabiszewski   | Stal Gorzów              | 5      | 2,1,0,1,1     |  |
| 12   | Krzysztof Kwiatkowski | Stal Toruń               | 4      | 0,1,3,0,0     |  |
| 13   | Romuald Łoś           | Start Gniezno            | 4      | 2,0,2,0,0     |  |
| 14   | Andrzej Surowiec      | Stal Rzeszów             | 3      | 1,0,d,0,2     |  |
| 15   | Jan Krzystyniak       | Zgrzeblarki Zielona Góra | 0      | u,0,d,0,0     |  |
| 16   | Eugeniusz Błaszak     | Start Gniezno            | 0      | u,-,-,-,-     |  |
| R    | Jan Moskowicz         | Stal Toruń               | 3      | -,1,1,1,d     |  |